# Old Irontown
Old Irontown ist eine Geisterstadt im Iron County, Utah, und im National Register of Historic Places verzeichnet.
Nach 1852 und der Übernahme durch die Deseret Iron Company verlegte die Pioneer Iron Company Kokerei und Hochofen aus Cedar City, wo 3 Jahre zuvor unter Führung von Parley P. Pratt, einem der Zwölf Apostel, die Produktion begonnen hatte, 30 km westlich nach Old Irontown. Die Produktion umfasste Haushaltsgegenstände wie Nägel, Haken und Stangen. Da die Steinkohle aus dem nahen Coal Creek wegen ihres hohen Schwefelgehalts von minderer Qualität war, wurde auf Holzkohle umgestellt. Im Jahr 1884 wurde die Anlage aufgrund von Rechtsstreitigkeiten verlassen und von der Iron Manufacturing Company of Utah an anderer Stelle fortgeführt. Nachdem die Bundesregierung den Edmunds-Tucker-Act gegen die Mehrfachehe in Utah ab 1884 durchzusetzen begonnen hatte, mussten viele der mormonischen Führer untertauchen, womit die Entwicklung einer eigenständigen autarken Stahlindustrie in Utah ein Ende fand. Gut erhalten sind bis heute ein Koksofen, eine Göpelmühle primitiver Bauart, welche Sand für die Verwendung im Hochofen fein schliff. Von der Gießerei selbst sind noch Fundament, Teile eines Kamins und Wände erhalten. Der größte Teil des Geländes wurde von den Sons of Utah Pioneers, einem Verein zur Erforschung und Wahrung der Geschichte der Mormonischen Pioniere, zum Schutz eingezäunt. Am 14. Mai 1971 wurde Old Irontown als Stätte in das National Register of Historic Places aufgenommen.